# رأب حلقة القرص بين الفقرتين
رأب حلقة القرص بين الفقرتين هو مصطلحٌ في جراحة الأعصاب يُشير لأي إجراءٍ يهدف لإصلاح انتفاخ حلقة القرص بين الفقرتين قبل انفتاقها.